# Torsten Wustlich
Torsten Wustlich (Annaberg-Buchholz, RDA, 2 de febrero de 1977) es un deportista alemán que compitió en luge en la modalidad doble.
Participó en dos Juegos Olímpicos de Invierno, obteniendo una medalla de plata en Turín 2006, en la prueba doble (junto con André Florschütz), y el quinto lugar en Vancouver 2010, en la misma prueba.
Ganó nueve medallas en el Campeonato Mundial de Luge entre los años 1999 y 2009.

## Palmarés internacional
| Juegos Olímpicos   | Juegos Olímpicos             | Juegos Olímpicos | Juegos Olímpicos |
| Año                | Lugar                        | Medalla          | Prueba           |
| ------------------ | ---------------------------- | ---------------- | ---------------- |
| 2006               | Turín (Italia)               | Medalla de plata | Doble            |
| Campeonato Mundial |                              |                  |                  |
| Año                | Lugar                        | Medalla          | Prueba           |
| 1999               | Königssee (Alemania)         | Medalla de plata | Equipo           |
| 2001               | Calgary (Canadá)             | Medalla de oro   | Doble            |
| 2004               | Nagano (Japón)               | Medalla de plata | Doble            |
| 2005               | Park City (Estados Unidos)   | Medalla de oro   | Doble            |
| 2005               | Park City (Estados Unidos)   | Medalla de oro   | Equipo           |
| 2008               | Oberhof (Alemania)           | Medalla de oro   | Doble            |
| 2008               | Oberhof (Alemania)           | Medalla de oro   | Equipo           |
| 2009               | Lake Placid (Estados Unidos) | Medalla de oro   | Equipo           |
| 2009               | Lake Placid (Estados Unidos) | Medalla de plata | Doble            |